# 宮治淳一のラジオ名盤アワー
『宮治淳一のラジオ名盤アワー』（みやじじゅんいちのラジオめいばんアワー）は、アール・エフ・ラジオ日本制作の音楽番組。

## 概要
2014年に『宮治淳一のラジオ日本名盤アワー』としてスタート。2017年4月に現在の時間へ移動するとともに岐阜放送（ぎふチャン）へネットを開始し、タイトルを変更している。
洋楽を中心に幅広い造詣を持つ音楽評論家の宮治淳一がアール・エフ・ラジオ日本局内に所蔵されている8万枚以上のレコードと宮治の経営するカフェ「Brandin」が所有している数万枚のライブラリーから選曲し、その音楽をかけつつ解説を行なう番組となっている。
放送では毎回特集するテーマを決めており、特定のアーティストやシンガーソングライターの特集、ある年度・ある月の全米・全英のヒットチャート（全米トップ40 THE 80'S参照）、あるレコードのレーベル、さらには宮治のレコードライブラリーにあるあまりヒットしなかったマイナーレーベル・歌手を特集する「棚から大発見!!」などを取り上げている。多くのテーマは1－2回程度であるが、1970年代以後のヒットチャート集はトップ40を含め、上位100曲（ホット100）の中から、メジャーレーベルの特集においても年代別で毎週10ｰ12曲程度づつ選曲し、それが1か月近く、レーベルものになると2か月近くにまたぐ場合も多い（ただし時間の関係で全部はフォローせず、抜粋して選曲している）。番組の性質上、洋楽が中心であり、邦楽・歌謡曲が放送されることはほとんどまれにしかない。
特集コーナーにおいての恒例の企画として、1月第1回目は「50年前に日本でヒットした洋楽楽曲集」、敬老の日前後の9月概ね第3・4週に「その年に80歳を迎えるアーティスト集（80's Club）」、12月の後半2－3週間には「その年に死去したアーティストの追悼特集」がある。
またまれにゲストコーナーがあり、2018年12月23日には山下達郎が招かれている。その後2020-21年度は新型コロナウイルスのためゲストコーナーがなかったが、2022年5月8日に、朝妻一郎を迎えて、2年ぶりにゲストコーナーが放送された。
さらにスピンオフとして2021年3月7日深夜（3月8日未明）1:00-3:00に「朝までラジオ～今宵は音楽について大いに語ろう～」（日本テレビ小鳩文化事業団協賛）が生放送され、湯山玲子と濱田高志がゲストとして招かれた。2022年も同様の特番を1月9日深夜（1月10日未明）1:00-3:00に行われる。（いづれもラジオ日本単独で、ネット局向けは放送なし）

## ネット局
| 放送対象地域 | 放送局名                       | 放送時間               | 放送期間                     | 備考       |
| ------------ | ------------------------------ | ---------------------- | ---------------------------- | ---------- |
| 神奈川県     | アール・エフ・ラジオ日本（RF） | 毎週日曜 18:00 - 18:55 | 2014年4月4日 -               | 製作局     |
| 富山県       | 北日本放送（KNB）              | 毎週日曜 18:00 - 18:55 | 2021年4月4日 -               | 同時ネット |
| 岐阜県       | 岐阜放送（ぎふチャン）（GBS）  | 毎週日曜 17:55 - 18:55 | 2017年4月2日 - 2022年3月27日 | 同時ネット |

### 過去の放送時間（アール・エフ・ラジオ日本）
- 放送開始 - 2015年3月、2015年10月 - 2016年3月 金曜 21:00 - 21:30
- 2015年4月 - 2015年9月 土曜 21:00 - 21:30
- 2016年4月 - 2017年3月 日曜 21:15 - 21:55
- 2017年4月 - 2022年3月 日曜 17:55 - 18:55